# Antwortzeit
Antwortzeit (englisch response time) bezeichnet in der Computertechnik die Zeitspanne zwischen dem Absenden einer Nachricht am Computer (zum Beispiel durch das Drücken der Eingabetaste) und dem Empfang des ersten Zeichens der zugehörigen Antwort am Terminal.
Die Antwortzeit setzt sich zusammen aus der Datenübertragungsrate in den Übertragungsmedien und Internet-Komponenten, der Wartezeit und der Bearbeitungszeit der Nachricht.
Einflussfaktoren auf die Antwortzeit können unter anderem sein:
- Bei der Datenübertragung: Netzleistung (Effizienz) und Netzlast
- Bei der Wartezeit: Rückstau bei hoher Anfragerate
- Bei der Bearbeitungszeit: Rechenleistung (Performance) der Computer und des Datenbanksystems, Qualität des Datenbankdesigns und der Software.

Neben der Verfügbarkeit ist das Antwortzeitverhalten ein wichtiger Indikator zur Bewertung der Benutzerfreundlichkeit von Kommunikationssystemen. Da die Benutzerfreundlichkeit per se nicht messbar ist, müssen hierfür Kriterien beschrieben werden, die nur für eine bestimmte Anwendung gelten können. Sie hängen von der Erwartungskonformität der Anwendergruppe ab.
Die Antwortzeit ist ein Wert bei der Berechnung der Response ratio.